# 田井の浜
田井の浜（たいのはま）は、徳島県海部郡美波町にある砂浜海岸である。夏季には田井の浜海水浴場が開かれる。快水浴場百選選定。

## 地理
海部郡美波町田井地区に位置し、長さは約1.5km、幅は広いところで40mの砂浜海岸で、海水浴場として知られる。
太平洋に向かうが、正面に箆野島があり、東西に磯が出ているため波も穏やかで、水質の良さや遠浅であるため海水浴場として好条件をなしている。
浜名については定説を欠くが、「たい」は「田結い」からの語で農作業上の手間がえを意味し、漁村では共同で地引網を引く意であることから名付けられたという説がある。
海水浴シーズンにはJR牟岐線に臨時駅として田井ノ浜駅が設置される。

## 交通
- JR牟岐線田井ノ浜駅（臨時駅）より徒歩すぐ。